# Beaufort (Jura)
Pour les articles homonymes, voir Beaufort.
Beaufort est une ancienne commune française située dans le département du Jura, en région Bourgogne-Franche-Comté. Le 1er janvier 2019, elle devient commune déléguée et le chef-lieu de Beaufort-Orbagna.
Ses habitants sont appelés les Beaufortains et Beaufortaines.

## Géographie
Situé à 15 km au sud de Lons-le-Saunier, sur la RD 1083 (ex RN 83), le village est bâti au pied du revers occidental des collines qui lient les montagnes du Jura à la plaine de la Bresse, sur un sol très accidenté ; il fait partie du Sud-Revermont jurassien.

## Histoire

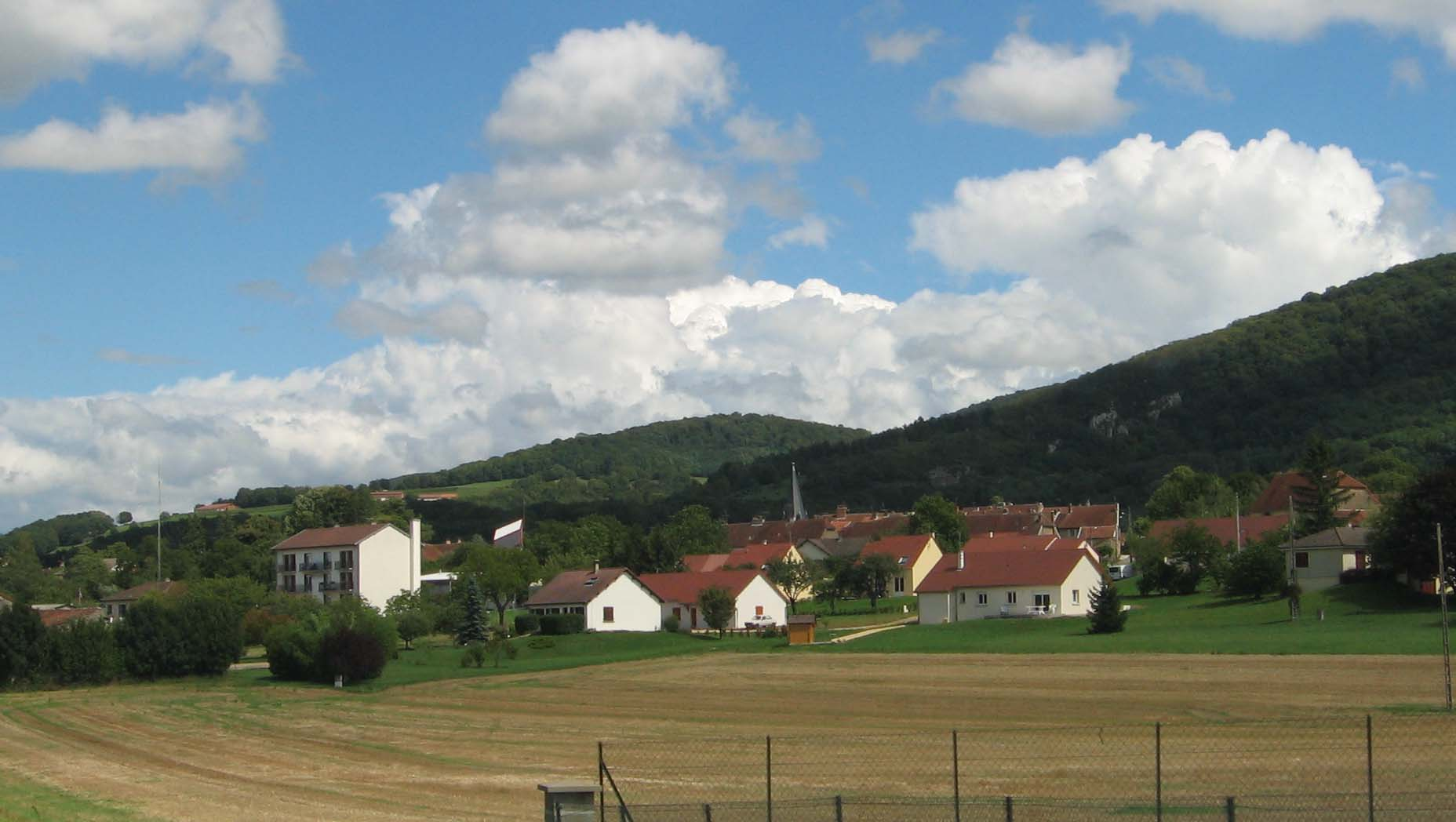
Beaufort.

Beaufort apparaît dans les chartes sous le nom de Belloforti au XIIIe siècle. Son nom actuel est la francisation de son nom en francoprovençal, byo fòrt, deux adjectifs signifiant « beau et fort » et s’appliquant au château.
Il doit son origine à son château fort bâti au XIIe siècle par les religieux de Gigny pour la protection de leurs vastes domaines en ces lieux. Quelques cabanes occupées par des serfs ont donc formé le premier village. Installé au pied de la colline les habitants pouvaient se réfugier au château en cas de péril.[réf. nécessaire]
En 1479, les armées du roi Louis XI mirent à sac le village. En 1595, Beaufort subit les sévices des troupes d’Henri IV (guerres de religion). Un peu plus tard dans le temps, en 1637, les troupes françaises, après avoir ruiné Maynal, se jetèrent sur Beaufort qui tomba. Mais le 14 avril 1639 Lacuzon accompagné de 300 soldats reprit Beaufort aux Français.
La Révolution fait sentir ses effets à Beaufort. On note l'épisode de 1793 : les paysans de Beaufort prennent et pillent le château ; il est ensuite démoli.[réf. nécessaire]
Le 11 août 1819 Beaufort remplace Cousance comme chef-lieu de canton. Quatre ans plus tard, la commune fusionne avec celle de Rambez. Le 17 août 1850 fut marqué par le passage de Louis-Napoléon Bonaparte, président de la République.[réf. nécessaire]
Par un arrêté préfectoral du 14 décembre 2018, Beaufort est regroupée avec Orbagna sous la commune nouvelle de Beaufort-Orbagna. Cette commune est créée officiellement le 1er janvier 2019.

## Politique et administration
| Période      | Période  | Identité     | Étiquette | Qualité                                             |
| ------------ | -------- | ------------ | --------- | --------------------------------------------------- |
| janvier 2019 | En cours | Jean Franchi | UDI       | Retraité Fonction publique Conseiller départemental |

| Période   | Période       | Identité          | Étiquette | Qualité                                             |
| --------- | ------------- | ----------------- | --------- | --------------------------------------------------- |
| mars 2001 | mars 2008     | Jean-Marie Goudot |           |                                                     |
| mars 2008 | décembre 2018 | Jean Franchi      | UDI       | Retraité Fonction publique Conseiller départemental |

## Démographie
L'évolution du nombre d'habitants est connue à travers les recensements de la population effectués dans la commune depuis 1793. Pour les communes de moins de 10 000 habitants, une enquête de recensement portant sur toute la population est réalisée tous les cinq ans, les populations de référence des années intermédiaires étant quant à elles estimées par interpolation ou extrapolation. Pour la commune, le premier recensement exhaustif entrant dans le cadre du nouveau dispositif a été réalisé en 2005.

En 2016, la commune comptait 1 127 habitants, en évolution de +10,27 % par rapport à 2010 (Jura : −0,81 %, France hors Mayotte : +2,11 %).
| 1793 | 1800 | 1806  | 1821  | 1831  | 1836  | 1841  | 1846  | 1851  |
| ---- | ---- | ----- | ----- | ----- | ----- | ----- | ----- | ----- |
| 964  | 877  | 1 226 | 1 067 | 1 178 | 1 210 | 1 268 | 1 215 | 1 278 |

| 1856  | 1861  | 1866  | 1872  | 1876  | 1881  | 1886  | 1891  | 1896  |
| ----- | ----- | ----- | ----- | ----- | ----- | ----- | ----- | ----- |
| 1 173 | 1 255 | 1 299 | 1 359 | 1 301 | 1 270 | 1 298 | 1 240 | 1 160 |

| 1901  | 1906  | 1911  | 1921  | 1926  | 1931  | 1936 | 1946 | 1954 |
| ----- | ----- | ----- | ----- | ----- | ----- | ---- | ---- | ---- |
| 1 164 | 1 166 | 1 163 | 1 020 | 1 022 | 1 000 | 966  | 804  | 843  |

| 1962 | 1968 | 1975 | 1982 | 1990 | 1999 | 2005  | 2006  | 2010  |
| ---- | ---- | ---- | ---- | ---- | ---- | ----- | ----- | ----- |
| 841  | 781  | 779  | 896  | 936  | 965  | 1 011 | 1 000 | 1 022 |

| 2015  | 2016  | - | - | - | - | - | - | - |
| ----- | ----- | - | - | - | - | - | - | - |
| 1 125 | 1 127 | - | - | - | - | - | - | - |

## Économie
Beaufort bénéficie de l'appellation d'origine contrôlée « Côtes du Jura » pour les vins qui sont produits dans le vignoble couvrant les pentes du Revermont. Il est aussi situé dans la zone d'appellation « Comté ».

## Culture locale et patrimoine

### Lieux et monuments
- Ruines du château (XIIe s), propriété privée ;
- Église Saint-Cyr-et-Sainte-Julitte (XVe s) ;
- Tilleul (XVIe s), tombé le 26 septembre 2024[7] ;
- Calvaire (XVIIe s) ;
- Demeures (XVIIIe s) ;
- Site de la Madone.

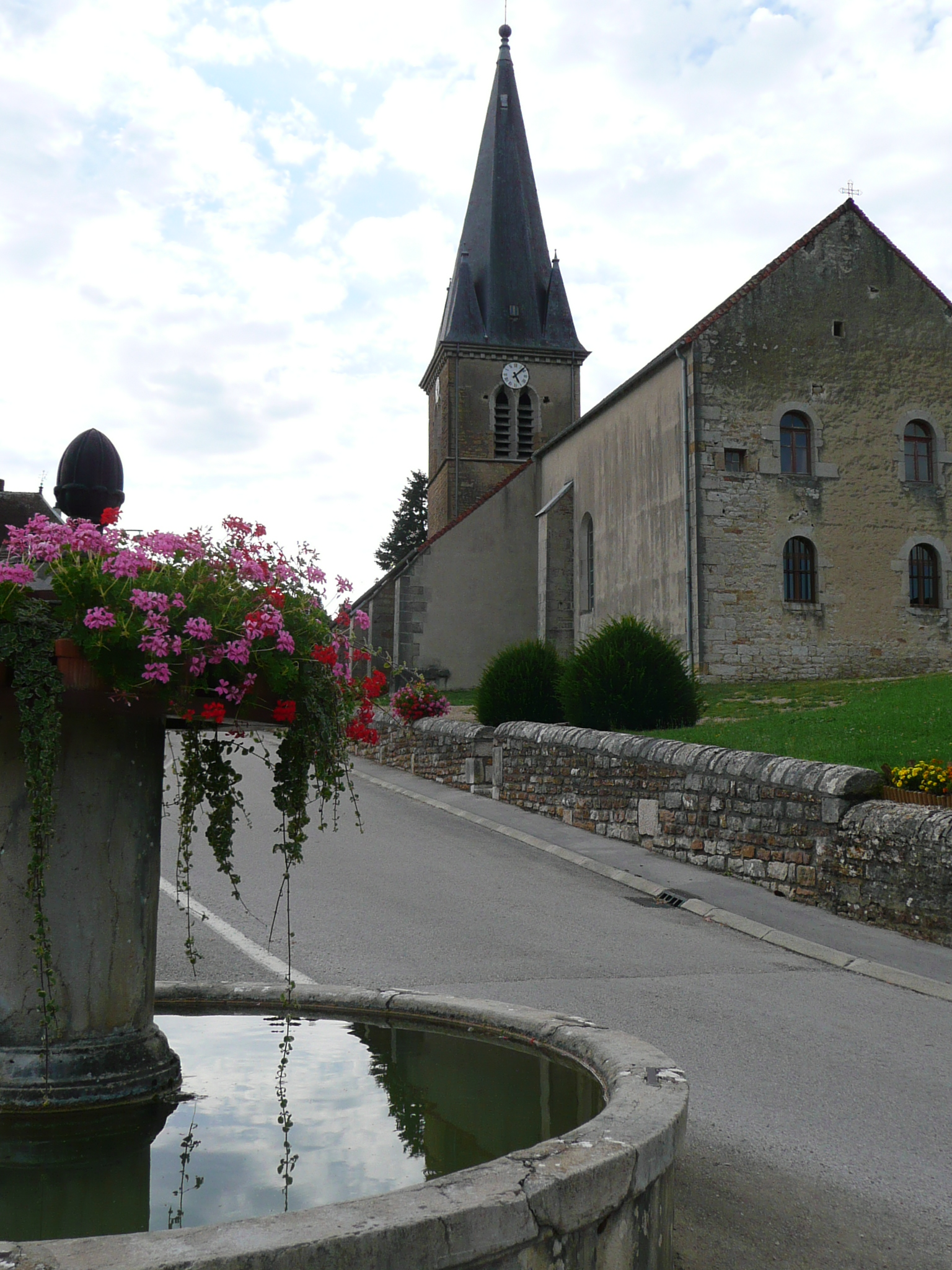
L'église de Beaufort.
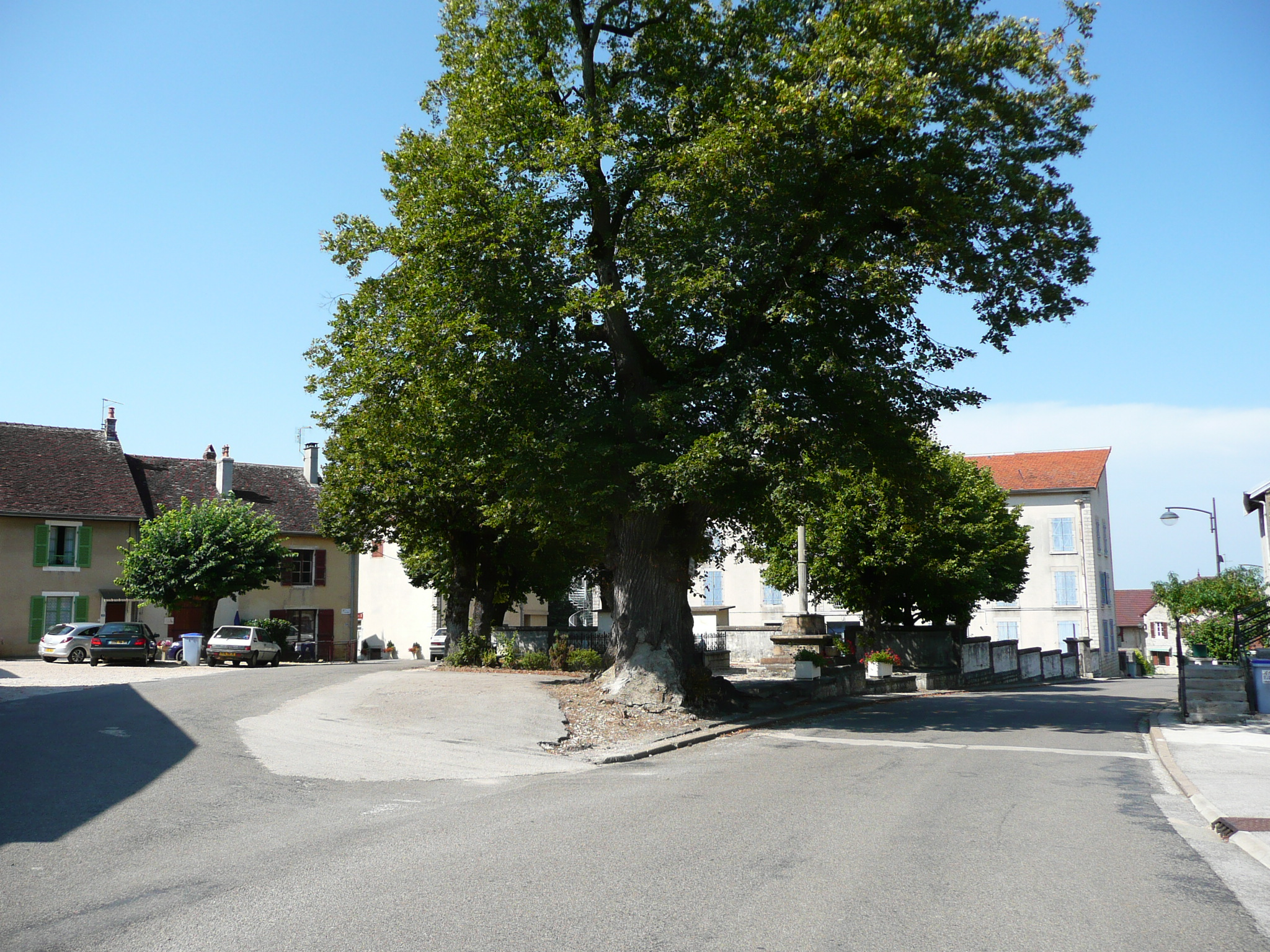
Tilleul planté en 1585.
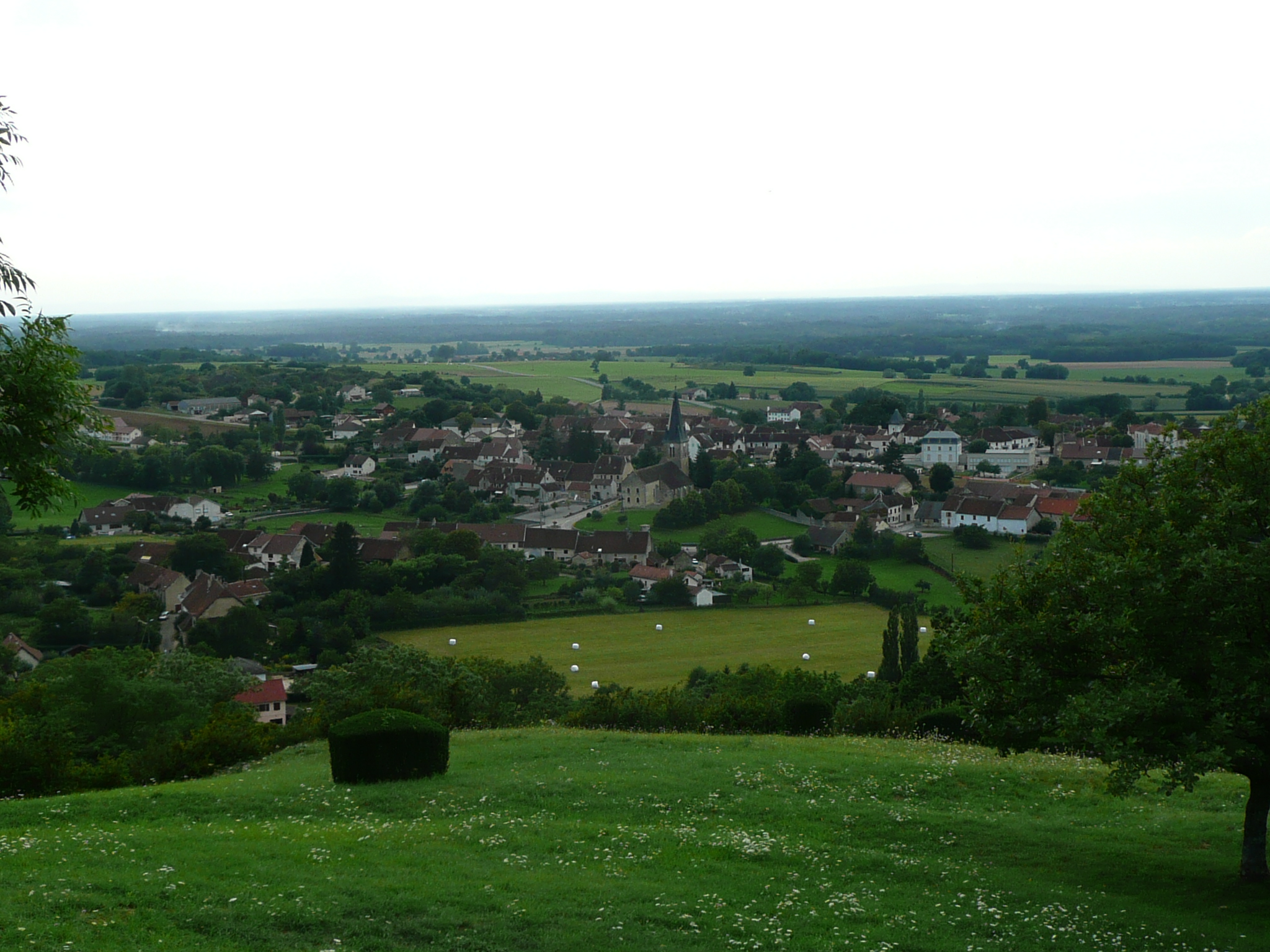
Panorama du site de la Madone.

### Personnalités liées à la commune
- Beaufort est la patrie de Jacques de Beaulieu, dit « frère Jacques », connu aussi sous le nom de Jacques Baulot célèbre lithotomiste, né à l'Etandonne (quartier de Beaufort) en 1651, mort à Besançon le 7 décembre 1714. Il est l'inventeur de la méthode de tailler appelée taille de Rau. On peut trouver une biographie complète issue du Dictionnaire des sciences médicales. Biographie médicale. Tome 2 à cette adresse : Biographie de Jacques Baulot.
- Gustave Oudet (1816-1897), homme politique, maire de Besançon et sénateur.
- Léon Jenoudet (Beaufort 1885 - 1972), général français de la Seconde Guerre mondiale.

### Héraldique
| Blason de Beaufort | Blason  | D'azur à la tour couverte d'argent, ouverte du champ, maçonnée de sable. DeviseTam bellus quam fortis. |
| Blason de Beaufort | Détails | Le statut officiel du blason reste à déterminer.                                                       |